# Pago Youth
Pago Youth is een voetbalclub uit Amerikaans-Samoa. Pago speelt in de FFAS Soccer League, de eerste klasse in Amerikaans-Samoa.

## Erelijst
FFAS Soccer League (8): 2008, 2010, 2011, 2012, 2016,2017, 2018, 2019